# Mayhew Folger

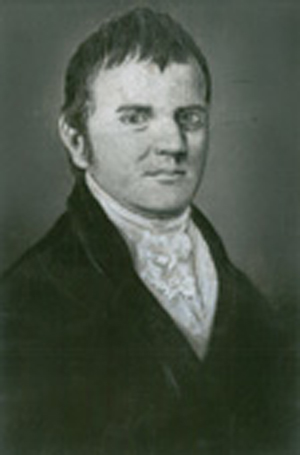
Mayhew Folger

Mayhew Folger (* 9. März 1774 in Nantucket, Province of Massachusetts Bay; † 1. September 1828 in Massillon, Ohio) war ein US-amerikanischer Seefahrer und Robbenjäger.
Am 6. Februar 1808 landete Folger als Kapitän der Topaz auf Pitcairn und entdeckte damit die Insel wieder. Der letzte Überlebende der Meuterei auf der Bounty, John Adams, übergab Folger den Azimut-Kompass und das Chronometer der Bounty. Beide Gegenstände wurden später vom spanischen Gouverneur des Juan-Fernández-Archipels konfisziert, heute befindet sich der Kompass im British Museum in London, das Chronometer im National Maritime Museum in Greenwich.